# Estação Xinglong
Estação Xinglong (chinês tradicional: 興隆觀測基地, chinês simplificado: 兴隆观测基地, pinyin: Xīnglóng guāncè jīdì) é um observatório astronômico localizado ao sul das montanhas Yanshan, na província de Hebei na China. Possui sete telescópios instalados: um astrolábio fotoelétrico Mark-III, reflectores de 60 cm e 85 um telescópio Schmidt de 60/90 cm; um telescópio infravermelho de  1.26m e um telecópio de 2.16m. O telescópio mais recente é um LAMOST de 4m.